# Messina (geologi)
| Neogen 23 miljoner – 2,6 miljoner år före nutid | Neogen 23 miljoner – 2,6 miljoner år före nutid | Neogen 23 miljoner – 2,6 miljoner år före nutid | Neogen 23 miljoner – 2,6 miljoner år före nutid |
| Period (System)                                 | Epok (Serie)                                    | Ålder (Etage)                                   | Miljoner år sedan                               |
| ----------------------------------------------- | ----------------------------------------------- | ----------------------------------------------- | ----------------------------------------------- |
| Kvartär                                         | Pleistocen                                      | Gela                                            | senare                                          |
| Neogen                                          | Pliocen                                         | Piacenza                                        | 3,6–2,6                                         |
| Neogen                                          | Pliocen                                         | Zancle                                          | 5,3–3,6                                         |
| Neogen                                          | Miocen                                          | Messina                                         | 7,2–5,3                                         |
| Neogen                                          | Miocen                                          | Tortona                                         | 11,6–7,2                                        |
| Neogen                                          | Miocen                                          | Serravalle                                      | 13,8–11,6                                       |
| Neogen                                          | Miocen                                          | Langhe                                          | 16,0–13,8                                       |
| Neogen                                          | Miocen                                          | Burdigala                                       | 20,4–16,0                                       |
| Neogen                                          | Miocen                                          | Aquitaine                                       | 23,0–20,4                                       |
| Paleogen                                        | Oligocen                                        | Chatt                                           | tidigare                                        |

Messina är en geologiska tidsålder som varade för cirka 7,2 – 5,3 miljoner år sedan, under perioden neogen. Den utgör den sista åldern eller etagen inom epoken miocen. Åldern är uppkallad efter den italienska staden Messina på Sicilien. Under messina-tiden inträffade den Messiniska salinitetskrisen, då stora delar av Medelhavsbäckenet torrlades och det avsattes stora mängder salt. Vid messinas slut, för cirka 5,3 miljoner år sedan fylldes bäckenet med vatten genom Zanclefloden, vilket utgör start för den efterföljande åldern zancle.